# Dólar Susan B. Anthony

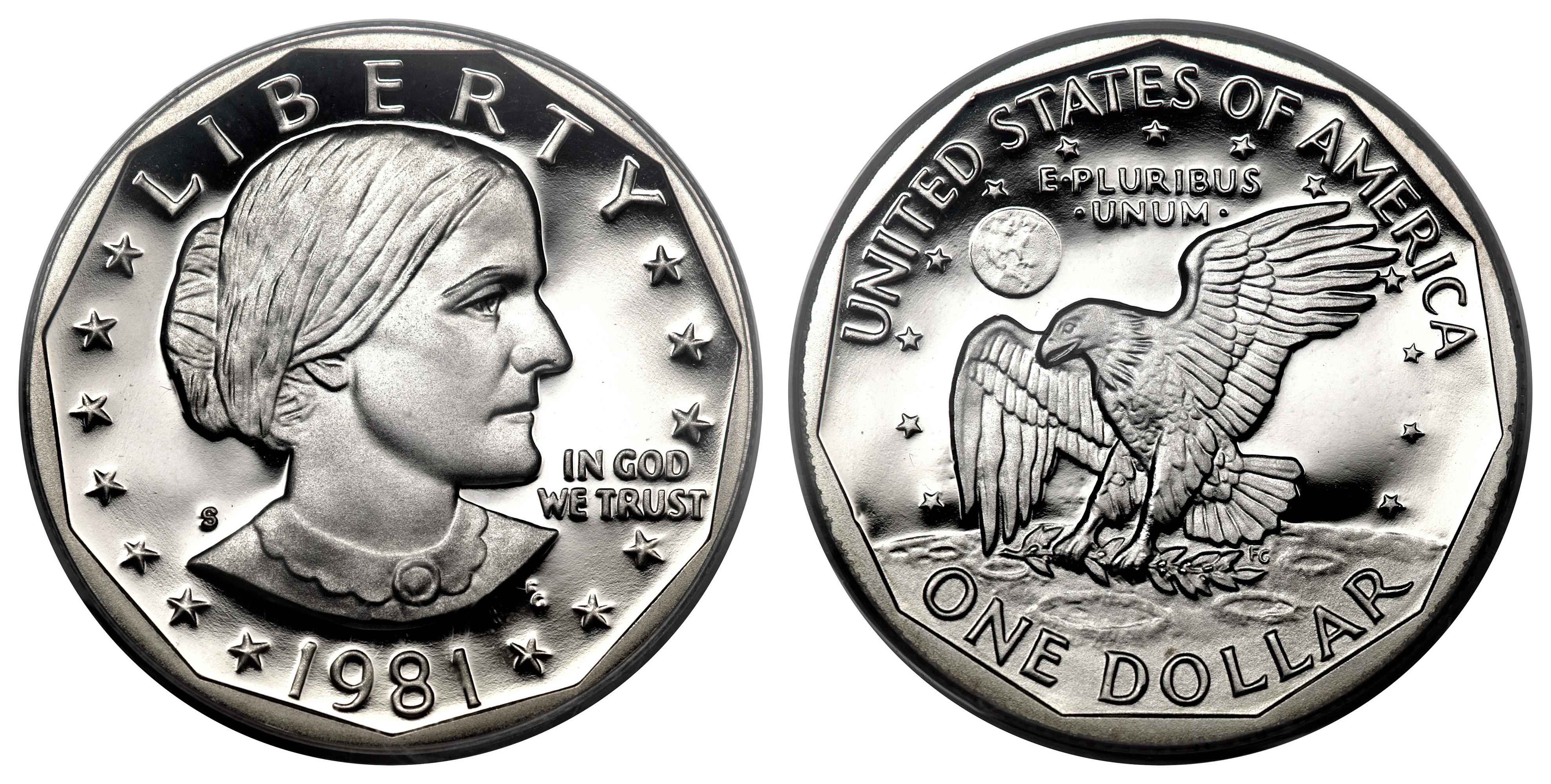
Dolar Susan B. Anthony de 1981

El dólar Susan B. Anthony es una moneda de un dólar de los Estados Unidos acuñada entre 1979 y 1981, cuando se suspendió su producción debido a la escasa aceptación del público, y luego de nuevo en 1999. Destinada a sustituir al dólar Eisenhower, de mayor tamaño, la nueva moneda de un dólar, más pequeña, fue sometida a pruebas de varias formas y composiciones, pero todas ellas contaron con la oposición de la industria de las máquinas expendedoras, un poderoso grupo de presión que afecta a la legislación sobre las monedas. Finalmente, se eligió un planchet redondo con un borde interior de once lados para el dólar más pequeño.
El diseño original de la moneda de un dólar más pequeña mostraba una representación alegórica de la Libertad en el anverso, pero organizaciones y personas del Congreso pidieron que la moneda representara a una mujer real. Se presentaron varias propuestas y se eligió a la reformista social Susan B. Anthony como tema del diseño. Se mantuvo el diseño del reverso del dólar Eisenhower, un grabado de la insignia de la misión Apolo 11 que muestra un águila aterrizando en la Luna. Ambas caras de la moneda, así como el diseño de la Libertad rechazado, fueron creados por Frank Gasparro, el grabador jefe de la Casa de Moneda de los Estados Unidos.

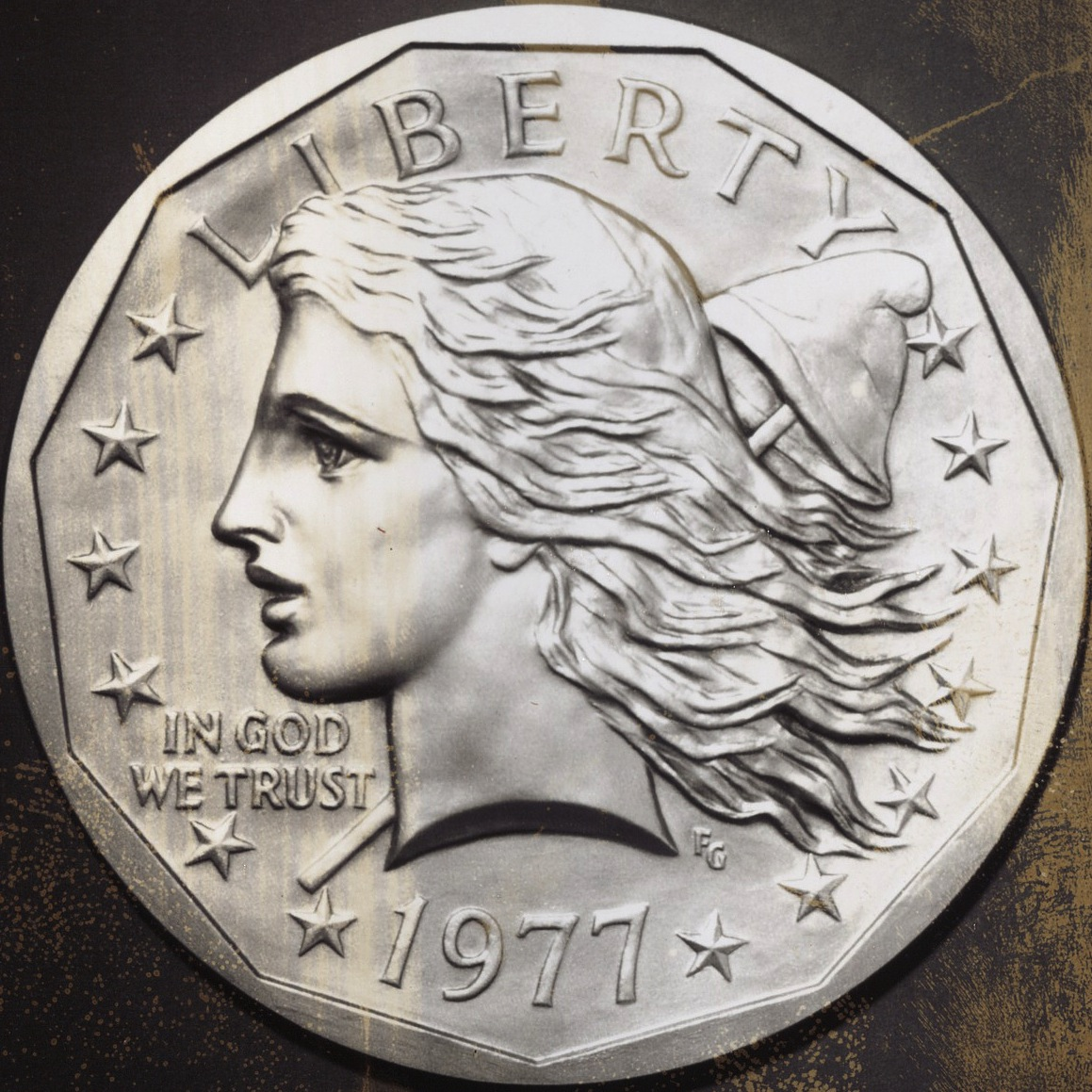
Anverso de Gasparro Liberty

Se acuñaron mil quinientos millones de monedas en previsión de una considerable demanda por parte del público, pero el dólar Anthony fue mal recibido, en parte debido a la confusión causada por su similitud en tamaño y composición metálica con el cuarto de dólar. A pesar de su mala acogida, las monedas empezaron a utilizarse en las máquinas expendedoras y en los sistemas de transporte público, agotando el excedente a finales de la década de 1990. En 1997, el Congreso aprobó una ley que autorizaba la acuñación de una nueva moneda de un dólar de color dorado con la imagen de Sacagawea, pero la producción no pudo comenzar con la rapidez necesaria para satisfacer la demanda. Como medida provisional, hasta que se pudiera emitir la nueva moneda de un dólar de Sacagawea, se volvió a acuñar el dólar de Anthony en 1999, tras un paréntesis de dieciocho años; la serie se retiró al año siguiente.
Se acuñaron monedas especiales para la venta a coleccionistas en acabado proof a lo largo de la serie del dólar Susan B. Anthony, y algunas variaciones de acuñación son valiosas para los coleccionistas. Sin embargo, la mayoría de las monedas en circulación permanecieron en las reservas del gobierno durante varios años después de la acuñación, por lo que muchas de las monedas están disponibles en grado no circulado, y la prima sobre el valor nominal es mínima.

## Recepción

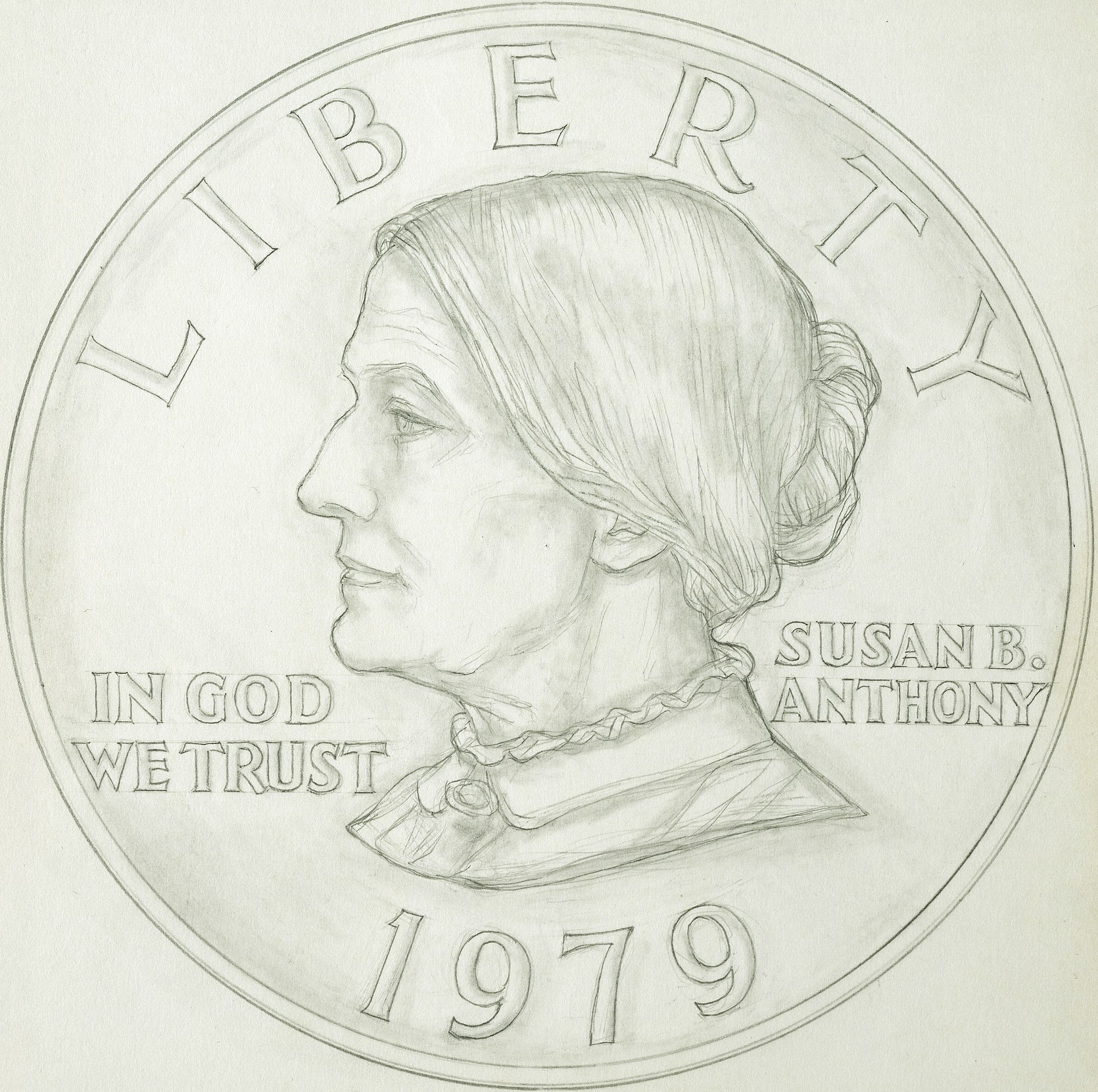
Diseño de Susan B. Anthony de 1979 orientado a la izquierda

Los primeros dólares de Susan B. Anthony se acuñaron en la Casa de la Moneda de Filadelfia el 13 de diciembre de 1978. Las primeras acuñaciones en las Casas de la Moneda de Denver y San Francisco tuvieron lugar el 9 de enero de 1979 y el 29 de enero, respectivamente.
Los funcionarios de la Casa de la Moneda temían que las monedas fueran acaparadas al salir al mercado, por lo que ordenaron la creación de una reserva de 500 millones de monedas antes de la fecha de salida al mercado en julio de 1979. Todos los dólares llevaban una marca de ceca que indicaba su lugar de origen: "P" para la Casa de la Moneda de Filadelfia, "D" para la Casa de la Moneda de Denver y "S" para la Casa de Moneda de San Francisco. El dólar Anthony fue la primera moneda que llevaba una marca de ceca "P" desde la pieza de 5 centavos "nickel" de Jefferson emitido durante la Segunda Guerra Mundial; las demás monedas acuñadas no llevaban una marca de ceca que indicara su lugar de origen. En 1980, la marca de ceca "P" se añadió a todas las demás monedas en circulación, excepto el céntimo, acuñadas en Filadelfia.
El Departamento del Tesoro, en colaboración con la Reserva Federal, emprendió una campaña de marketing de 655.000 dólares para informar a los empleados de los bancos y al público sobre la nueva moneda, y la industria de las máquinas expendedoras realizó un esfuerzo de 100 millones de dólares para adaptar las máquinas a las monedas.
A pesar de los intentos de marketing, la moneda tuvo una acogida abrumadoramente negativa por parte del público. Con un diámetro menos de dos milímetros mayor que el de la moneda de 25 centavos y con la misma composición de cobre y níquel, el dólar Susan B. Anthony se confundía con esa denominación en las transacciones. La directora de la Casa de la Moneda, Hackel, señaló la diferencia de peso y diseño entre las dos monedas y expresó su creencia de que el dólar acabaría encontrando el favor del público, sugiriendo que la moneda se convertiría "en costumbre para el pueblo estadounidense con el tiempo". El 13 de julio de 1979, el representante de California, Jerry Lewis, presentó un proyecto de ley en la Cámara de Representantes con la intención de aumentar el tamaño de la moneda para facilitar su identificación. Al hablar del proyecto de ley, que nunca fue aprobado, Lewis comentó que el dólar Anthony había llegado a ser conocido burlonamente como el "cuarto de dólar Carter", debido a su tamaño y a su asociación con el entonces Presidente Jimmy Carter.

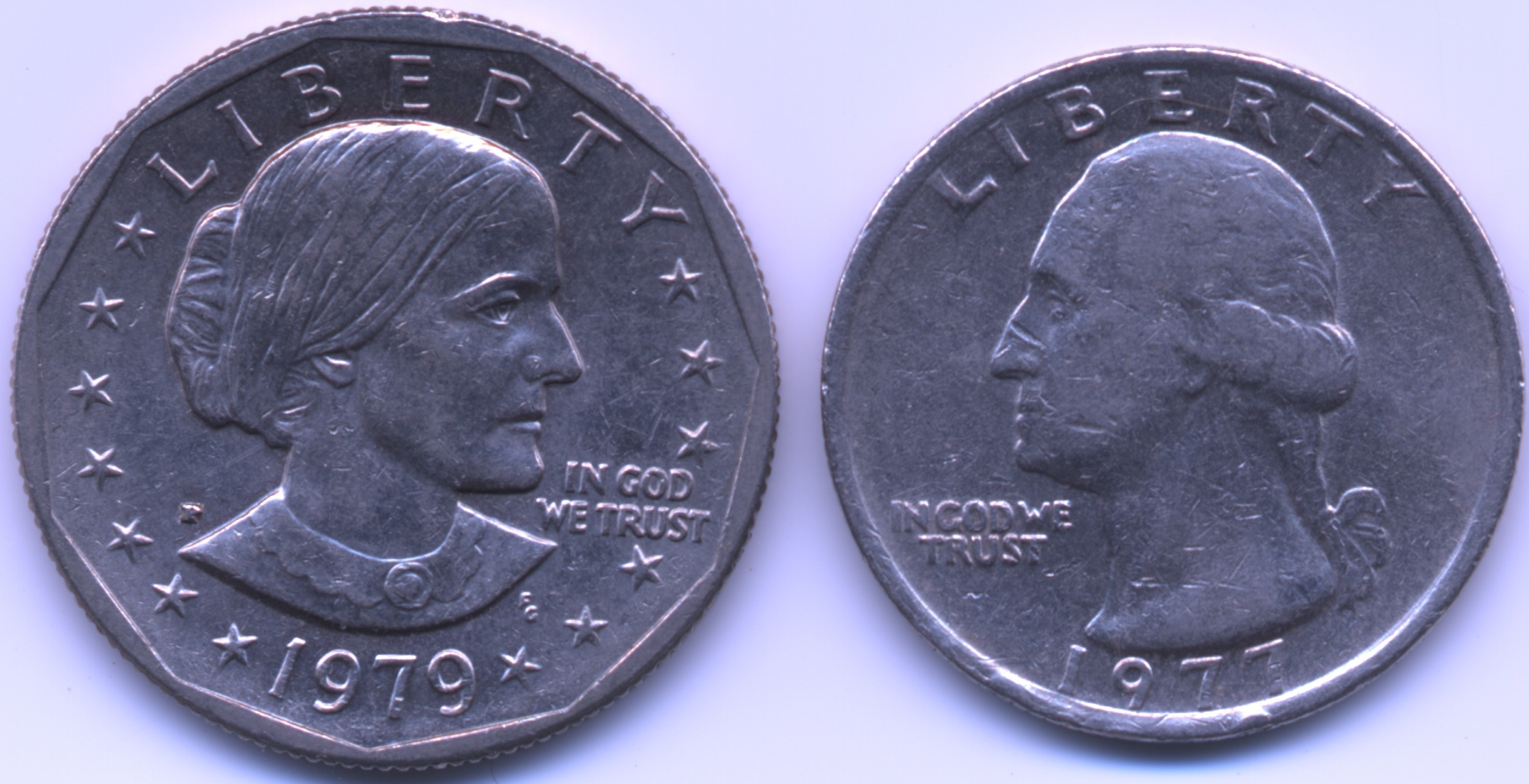
La similitud de tamaño y composición material entre el nuevo dólar Susan B. Anthony (izquierda) y el cuarto de dólar Washington (derecha) provocó una confusión inmediata en las transacciones.

En total, se acuñaron 757.813.744 monedas de dólar con fecha de 1979 para la circulación en las Casas de la Moneda de Filadelfia, Denver y San Francisco. La demanda se mantuvo baja durante 1980, y las acuñaciones para la circulación de ese año ascendieron a 89.660.708. Debido a su persistente impopularidad, se suspendió la producción de dólares Anthony para la circulación, y se acuñaron 9.742.000 dólares de 1981 en las tres Casas de la Moneda exclusivamente para la venta a coleccionistas; esta acuñación marcó el final de la producción. 55] Al cierre de la producción, el Tesoro se encontró con un dilema: la Casa de la Moneda acuñó un gran número de dólares en previsión de la gran demanda del público, lo que dio lugar a un excedente de 520.000.000 de monedas en 1981. La fundición de las monedas no era práctica; el coste de fabricación era de aproximadamente 2 centavos, y los 98 centavos obtenidos del señoreaje se aplicaban a la deuda nacional. Si se hubieran fundido las monedas, su señoreaje se habría añadido a la deuda. Por consiguiente, las monedas se colocaron en el almacén del gobierno, para ser dispensadas según fuera necesario.
El diseño de la moneda tuvo repercusiones al norte de la frontera; cuando Canadá introdujo su nueva moneda de un dólar en 1987, sus dimensiones se hicieron similares para que las especificaciones de las máquinas expendedoras fueran comunes entre las dos naciones.
Cuando el metro de Baltimore, Maryland, abrió sus puertas en 1984, utilizó la moneda de un dólar de Susan B. Anthony como fichas para comprar los billetes. Se convirtió en el mayor usuario de monedas de dólar Susan B. Anthony de su historia.[cita requerida]